# (173075) 2006 UC
(173075) 2006 UC (2006 UC, 2003 BZ22) — астероїд головного поясу, відкритий 16 жовтня 2006 року.
Тіссеранів параметр щодо Юпітера — 3,137.